# Pieter Baes
Pieter Baes (Elverdinge, 29 april 1848 - Izegem, 21 juli 1907) was een Belgisch rooms-katholiek priester, taalijveraar en vriend van Guido Gezelle.

## Levensloop
Pieter Baes was een zoon van de herbergier Boudewijn Baes en van Joanna Ligneel. Hij doorliep de humaniora aan het Sint-Vincentiuscollege in Ieper en vervolgens de seminariejaren in Roeselare en Brugge. Hij werd op 21 december 1872 tot priester gewijd.
Hij was toen al vanaf september leraar wiskunde en handel aan het Sint-Lodewijkscollege in Brugge. Hij speelde al onmiddellijk een actieve rol in het Brugse verenigingsleven. Hij werd bestuurslid van de Gilde van Sinte Luitgaerde, opgericht door Adolf Duclos, en was er tot in 1883 de secretaris van. Hij was tevens redacteur van het door Gezelle opgerichte en sinds 1871 door Duclos geleide tijdschrift Rond den Heerd. Hij stond Duclos terzijde bij het oprichten in 1877 van het weekblad De Zondagsbode van het bisdom Brugge. In april 1879 werd hij leraar godsdienst aan de rijksnormaalschool in Brugge, maar tegen het einde van het jaar trad de wet Van Humbeeck in werking, waarbij de schoolstrijd losbrandde. De opdracht van Baes werd geschorst.
Een door de liberalen geschorste priester werd als een martelaar beschouwd en kreeg dan ook bevordering. De jonge dertiger werd op 17 september 1879 principaal van het Izegemse Sint-Jozefsgesticht alsook van de vrije lagere school. Hij bleef deze functie uitoefenen tot hij in 1895 diocesaan onderwijsinspecteur werd. Hij had ondertussen bekendheid verworven door zijn inzet voor goede schoolboeken en voor een behoorlijk Nederlands, evenals door zijn publicaties voor het onderwijs, onder meer in het op het onderwijs gerichte tijdschrift Canisiusblad.  

## Baes en Gezelle
Pieter Baes, achttien jaar jonger dan Gezelle, behoorde tot een andere generatie, des te meer omdat hij pas in Brugge actief werd toen de Meester al naar Kortrijk vertrokken was. Via Duclos en anderen bleef hij echter onrechtstreeks in contact met hem. Bij herhaling deed hij op hem beroep om een gedicht te schrijven.
Toen in 1886 gouverneur Léon Ruzette het Sint-Jozefsinstituut in Izegem bezocht, droeg een leerling een welkomstgedicht voor, dat door Gezelle was gemaakt op vraag van directeur Baes.
Toen de Izegemse scheutist Ivo Stragier (1862-1928) zijn eremis opdroeg alvorens als missionaris naar Mongolië te vertrekken, stuurde Gezelle  op vraag van Baes, een heilwens. Hij schreef onder meer:
Gods kind zijt gij, Gods Priester en
Gods zendeling, vaart henen,
en, waar gij landt, zij licht met u,
zij levend licht verschenen!
In 1890, opnieuw op vraag van Baes, schreef Gezelle een gedicht ter ere van kanunnik en onderwijsinspecteur Theodoor Luyssen (1842-1910), die in Izegem werd gevierd toen hij ridder in de Leopoldsorde werd benoemd. Het warme gedicht, gericht tot Kanonik Welbemind, een goede bekende en correspondent van Gezelle, werd door een leerling van het Sint-Jozefsinstituut voorgedragen.
Baes behoorde tot de 'zanters' die meewerkten met Gezelle in het verzamelen en verklaren van woorden, die verschenen in zijn Loquela. Hij speelde tevens een rol als gematigd aanhanger van het West-Vlaams taalparticularisme en een bevorderaar van het Algemeen Nederlands.

## Publicaties
- Duitsch en Dietsch, 1884.
- Gewesttaal en algemeene taal, in: Belfort, 1886.
- De Taalsleutel of Vlaamsche Spraakregels, Tafelwijze geschikt, Tielt, 1890.